# ألفونسو موريتي
ألفونسو موريتي (بالإنجليزية: Alfonso Moretti)‏ هو مدرب شخصي أمريكي، ولد في 19 ديسمبر 1973 في ماونت فيرنون في الولايات المتحدة.